# Sid-Ali Sakhri
Sid-Ali Sakhri (* 20. Dezember 1961) ist ein ehemaliger algerischer Marathonläufer.
1993 gewann er den Humarathon und wurde Dritter beim Paris-Marathon. 1994 wurde er Vierter beim Venedig-Marathon, und 1995 siegte er beim Turin-Marathon und Achter in Venedig. Bei der WM in Göteborg erreichte er nicht das Ziel.
Einem Sieg in Venedig 1996 folgte 1997 ein siebter Platz beim Prag-Marathon. 

## Persönliche Bestzeiten
- 5000 m: 13:43,80 min, 9. Juni 1993, Rom
- 10.000 m: 28:28,11 min, 4. Juli 1994, La Celle-Saint-Cloud
- Halbmarathon: 1:01:56 h, 4. April 1993, Vitry-sur-Seine
- Marathon: 2:11:09 h, 25. April 1993, Paris